# Coppa della Regina 2007-2008 (pallavolo)
La Coppa della Regina 2007-08 fu la 33ª edizione della Coppa di Spagna di pallavolo femminile.
La vittoria finale è andata per la seconda volta consecutiva al Club Atlético Voleibol Murcia 2005.

## Regolamento e avvenimenti
Come negli anni precedenti, si è svolta una final-eight con quarti, semifinali e finale da disputarsi con gare ad eliminazione diretta. Al torneo hanno preso parte le squadre classificate ai primi otto posti al termine del girone d'andata del campionato. I quarti di finale si sono disputati il 6 e 7 febbraio 2008, mentre semifinali e finale si sono giocate tra l'8 e il 9 febbraio 2008, al Centro insular de desportes di Las Palmas de Gran Canaria.

## Partecipanti
- Aguere
- Albacete
- Las Palmas
- JAV Olímpico
- CAV Murcia
- Ícaro
- Sanse
- Tenerife

## Risultati

### Tabellone
|  | Quarti di finale | Quarti di finale | Quarti di finale |          |            | Semifinali | Semifinali | Semifinali |  |  | Finale | Finale | Finale |  |
|  |                  |                  |                  |          |            |            |            |            |  |  |        |        |        |  |
|  | CAV Murcia       | CAV Murcia       | 3                |          |            |            |            |            |  |  |        |        |        |  |
|  | CAV Murcia       | CAV Murcia       | 3                |          |            |            |            |            |  |  |        |        |        |  |
|  | Las Palmas       | Las Palmas       | 0                |          |            |            |            |            |  |  |        |        |        |  |
|  | Las Palmas       | Las Palmas       | 0                |          | CAV Murcia | CAV Murcia | 3          |            |  |  |        |        |        |  |
|  |                  |                  |                  |          | CAV Murcia | CAV Murcia | 3          |            |  |  |        |        |        |  |
|  |                  |                  | Albacete         | Albacete | 0          |            |            |            |  |  |        |        |        |  |
|  | JAV Olímpico     | JAV Olímpico     | Albacete         | Albacete | 0          | 1          |            |            |  |  |        |        |        |  |
|  | JAV Olímpico     | JAV Olímpico     |                  |          |            |            |            |            |  |  |        |        |        |  |
|  | Albacete         | Albacete         | 3                |          |            |            |            |            |  |  |        |        |        |  |
|  | Albacete         | Albacete         | 3                |          | CAV Murcia | CAV Murcia | 3          |            |  |  |        |        |        |  |
|  |                  |                  |                  |          |            |            |            |            |  |  |        |        |        |  |
|  |                  |                  | Sanse            | Sanse    | 0          |            |            |            |  |  |        |        |        |  |
|  | Ícaro            | Ícaro            | Sanse            | Sanse    | 0          | 3          |            |            |  |  |        |        |        |  |
|  | Ícaro            | Ícaro            |                  |          |            |            |            |            |  |  |        |        |        |  |
|  | Aguere           | Aguere           | 2                |          |            |            |            |            |  |  |        |        |        |  |
|  | Aguere           | Aguere           | 2                |          | Ícaro      | Ícaro      | 2          |            |  |  |        |        |        |  |
|  |                  |                  |                  |          | Ícaro      | Ícaro      | 2          |            |  |  |        |        |        |  |
|  |                  |                  | Sanse            | Sanse    | 3          |            |            |            |  |  |        |        |        |  |
|  | Tenerife         | Tenerife         | Sanse            | Sanse    | 3          | 2          |            |            |  |  |        |        |        |  |
|  | Tenerife         | Tenerife         |                  |          |            |            |            |            |  |  |        |        |        |  |
|  | Sanse            | Sanse            | 3                |          |            |            |            |            |  |  |        |        |        |  |

### Calendario

#### Quarti di finale
| 6 febbraio 2008 - ore 18:00 Centro insular de desportes, Las Palmas de Gran Canaria | CAV Murcia 2005           | 3 - 0 | CV Las Palmas | 25-21, 25-15, 25-19               |
| 6 febbraio 2008 - ore 20:00 Centro insular de desportes, Las Palmas de Gran Canaria | Club Voleibol Ícaro Palma | 3 - 2 | CV Aguere     | 22-25, 25-9, 25-18, 27-29, 15-12  |
| 7 febbraio 2008 - ore 18:00 Centro insular de desportes, Las Palmas de Gran Canaria | CV Tenerife               | 2 - 3 | CV Sanse      | 25-23, 25-23, 18-25, 18-25, 13-15 |
| 7 febbraio 2008 - ore 20:00 Centro insular de desportes, Las Palmas de Gran Canaria | JAV Olímpico              | 1 - 3 | CV Albacete   | 28-26, 21-25, 23-25, 23-25        |

#### Semifinali
| 8 febbraio 2008 - ore 18:00 Centro insular de desportes, Las Palmas de Gran Canaria | CAV Murcia 2005 | 3 - 0 | CV Albacete | 25-13, 25-22, 25-16               |
| 8 febbraio 2008 - ore 20:00 Centro insular de desportes, Las Palmas de Gran Canaria | Palma Volley    | 2 - 3 | CV Sanse    | 25-22, 23-25, 27-29, 33-31, 13-15 |

#### Finale
| 9 febbraio 2008 - ore 12:00 Centro insular de desportes, Las Palmas de Gran Canaria | CAV Murcia 2005 | 3 - 0 | CV Sanse | 25-16, 25-15, 25-15 |

## Premi individuali
| Premio               | Giocatrice     | Squadra    |
| -------------------- | -------------- | ---------- |
| Most Valuable Player | Hélia de Souza | CAV Murcia |